# Wielisławice (województwo wielkopolskie)
Wielisławice – osada leśna w Polsce położona w województwie wielkopolskim, w powiecie kępińskim, w gminie Łęka Opatowska, przy drodze Wieruszów – Opatów.
W latach 1975–1998 miejscowość administracyjnie należała do województwa kaliskiego.